# Sint-Joriskerk (Xhendremael)

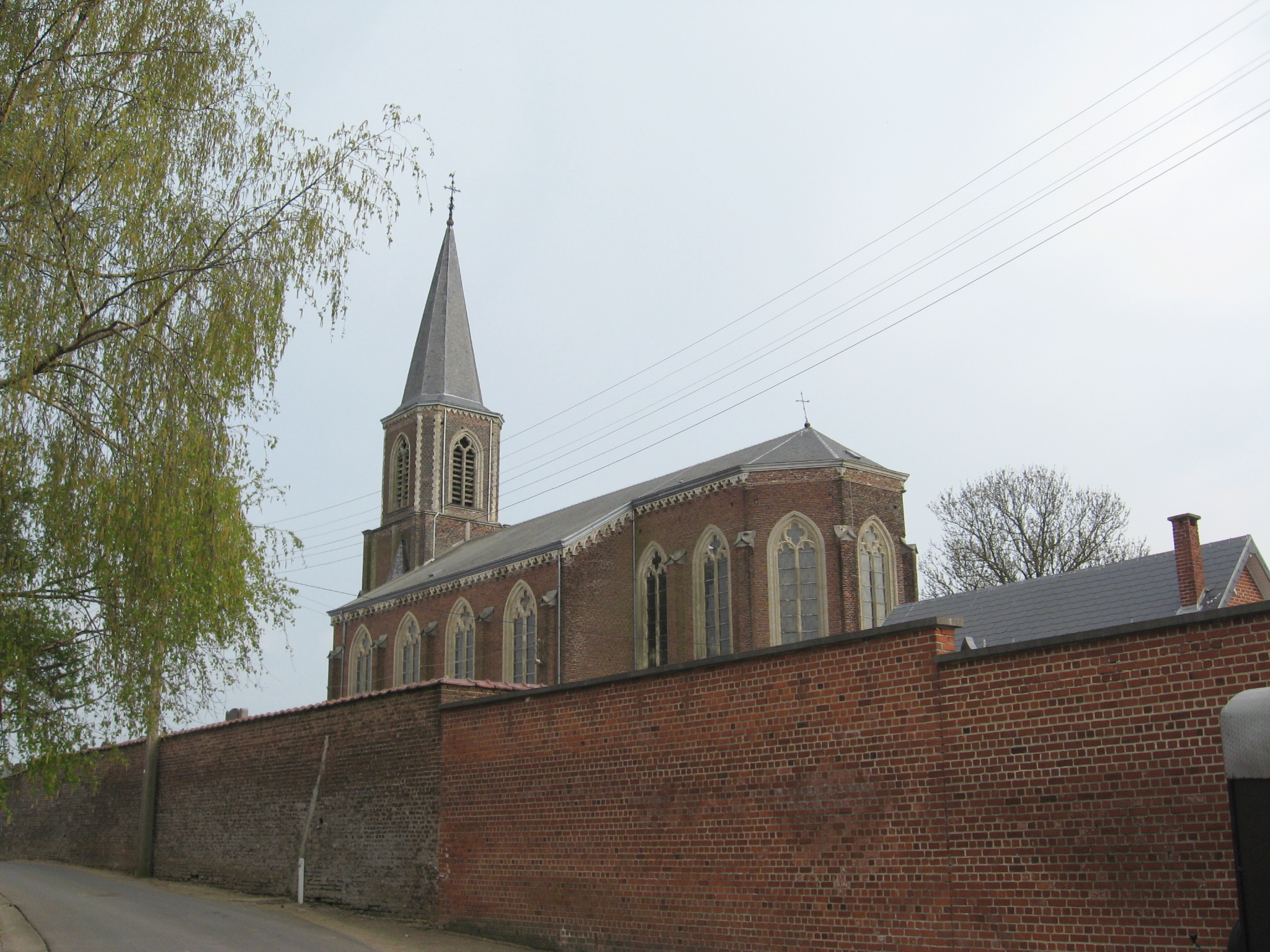
Sint-Joriskerk

De Sint-Joriskerk (Église Saint-Georges) is de parochiekerk van Xhendremael in de Belgische provincie Luik.

## Geschiedenis
Xhendremael is één der oudste parochies van de regio. Tot 1804 bleef ze de moederkerk van diverse parochies, zoals Hombroux en Alleur, die soms veel groter waren dan die van Xhendremael. Vanaf het midden van de 8e eeuw was er een kerk. Tot einde 18e eeuw was er ook een kapel in de buurtschap Viernay.
In 1842 werd de middeleeuwse kerk gesloopt, op de toren na. In 1844 werd de kerk ingezegend, maar in 1865 sloeg de bliksem in de toren, waardoor toren en kerk verwoest werden. Vervolgens werd een nieuwe, neogotische, kerk gebouwd, die wat groter was, en anders georiënteerd dan de voorganger, waardoor hij betreden kan worden door een trap die op een plein uitkomt.

## Gebouw
De bakstenen kerk heeft een voorgebouwde toren en een hoog schip. Het meubilair vormt een eenheid en dateert van eind 19e eeuw. Het doopvont is afkomstig uit de vorige kerken, evenals een aantal grafstenen op het kerkhof en tegen de muur van de kerk opgesteld.